# Johannes Erik Müller
Johannes Evangelista Erik Müller, född 5 april 1877 i Grünndholm, död 5 april 1965 i Markt Indersdorf, var en tysk katolsk biskop i Stockholms katolska stift 1953–1957 och tidigare apostolisk vikarie för Apostoliska vikariatet i Sverige 1923–1953. Han biskopsvigdes 1923.
1953 möjliggjordes i Sverige efter lagförändringar ett eget romerskt-katolskt stift, Stockholms katolska stift, efter att Katolska kyrkan i Sverige företrätts av ett så kallat apostoliskt vikariat sedan 1780-talet. Johannes Evangelista Erik Müller, som 1923 hade blivit apostolisk vikarie för Sverige efter biskop Albert Bitter, utsågs av Pius XII till Stockholms förste katolske stiftsbiskop. Müller avgick 1957 med ålderns rätt, varvid han återvände till Bayern där han avled. Han efterträddes av Ansgar Nelson.
Under Müllers tid som biskop började den månatliga tidskriften Hemmet och Helgedomen utges 1926. Nya kyrkor byggdes i Oskarström, Örebro, Helsingborg och Norrköping. I Göteborg uppfördes Kristus konungens katolska kyrka vid Heden, i Stockholm Marie bebådelse katolska kyrka på Östermalm. Caritas Sueciae och Academicum Catholicum Sueciæ tillkom också under denna tid.